# Limnichoderus plenus
Limnichoderus plenus är en skalbaggsart som beskrevs av Wooldridge 1981. Limnichoderus plenus ingår i släktet Limnichoderus och familjen lerstrandbaggar. Inga underarter finns listade i Catalogue of Life.